# Model Black–Scholes

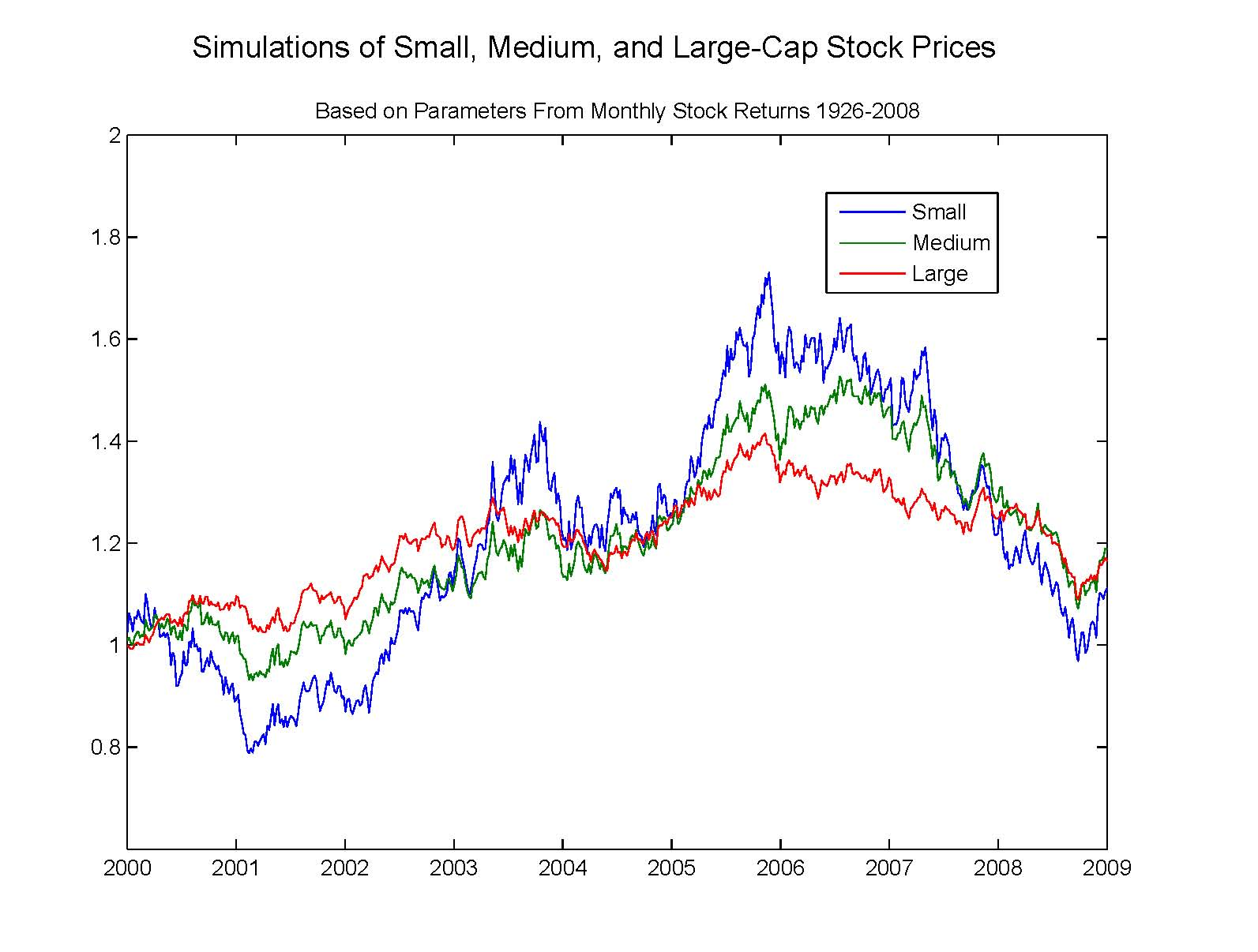
Exemple de model Black–Scholes en preu d'accions de mercat.

Els Black–Scholes /ˌblæk ˈʃoʊlz/ o model Black–Scholes–Merton és un model matemàtic per a la dinàmica d'un mercat financer que conté instruments d'inversió derivats, utilitzant diversos supòsits subjacents. A partir de l'equació diferencial parcial parabòlica del model, coneguda com l'equació de Black–Scholes, es pot deduir la fórmula de Black–Scholes, que dona una estimació teòrica del preu de les opcions d'estil europeu i mostra que l'opció té un preu únic donat el risc del valor i la seva rendibilitat esperada (en lloc de substituir la rendibilitat esperada del valor per la taxa de risc neutre). L'equació i el model reben el nom dels economistes Fischer Black i Myron Scholes; Robert C. Merton, que va escriure per primer cop un article acadèmic sobre el tema, també s'acredita.
El principi principal darrere del model és cobrir l'opció comprant i venent l'actiu subjacent d'una manera específica per eliminar el risc. Aquest tipus de cobertura s'anomena "coberta delta revisada contínuament" i és la base d'estratègies de cobertura més complicades com les que fan els bancs d'inversió i els fons de cobertura.
El model és molt utilitzat, encara que sovint amb alguns ajustos, pels participants del mercat d'opcions. :751Les hipòtesis del model s'han relaxat i generalitzat en moltes direccions, donant lloc a una gran quantitat de models que s'utilitzen actualment en la gestió de preus i de risc de derivats. Les idees del model, tal com s'exemplifica amb la fórmula de Black-Scholes, són utilitzades freqüentment pels participants del mercat, a diferència dels preus reals. Aquestes estadístiques inclouen límits sense arbitratge i preus neutres al risc (gràcies a la revisió contínua). A més, l'equació de Black-Scholes, una equació diferencial parcial que governa el preu de l'opció, permet fixar el preu mitjançant mètodes numèrics quan no és possible una fórmula explícita.
La fórmula de Black-Scholes només té un paràmetre que no es pot observar directament al mercat: la volatilitat futura mitjana de l'actiu subjacent, encara que es pot trobar a partir del preu d'altres opcions. Com que el valor de l'opció (ja sigui put o call) augmenta en aquest paràmetre, es pot invertir per produir una "superfície de volatilitat" que després s'utilitza per calibrar altres models, per exemple, per a derivats OTC.